# Château de Gaza
La Forteresse de Gaza, située à proximité d'Ascalon en Terre Sainte, a été donnée à l'ordre du Temple en 1149.